# Гакетт (Вісконсин)
Гакетт (англ. Hackett) — місто (англ. town) в США, в окрузі Прайс штату Вісконсин. Населення — 189 осіб (2020).

## Демографія
Згідно з переписом 2010 року, у місті мешкало 169 осіб у 76 домогосподарствах у складі 48 родин. Було 154 помешкання
Расовий склад населення:
| - 94,7 % — білих - 1,2 % — азіатів - 0,6 % — корінних американців |

До двох чи більше рас належало 3,6 %. Частка іспаномовних становила 0,0 % від усіх жителів.
За віковим діапазоном населення розподілялося таким чином: 14,2 % — особи молодші 18 років, 71,0 % — особи у віці 18—64 років, 14,8 % — особи у віці 65 років та старші. Медіана віку мешканця становила 50,7 року. На 100 осіб жіночої статі у місті припадало 122,4 чоловіків;  на 100 жінок у віці від 18 років та старших — 137,7 чоловіків також старших 18 років.
Середній дохід на одне домашнє господарство  становив 62 985 доларів США (медіана — 53 750), а середній дохід на одну сім'ю — 80 663 долари (медіана — 70 000). Медіана доходів становила 55 938 доларів для чоловіків та 38 750 доларів для жінок. За межею бідності перебувало 4,1 % осіб, у тому числі 0,0 % дітей у віці до 18 років та 0,0 % осіб у віці 65 років та старших.
Цивільне працевлаштоване населення становило 73 особи. Основні галузі зайнятості: виробництво — 19,2 %, освіта, охорона здоров'я та соціальна допомога — 19,2 %, будівництво — 11,0 %, фінанси, страхування та нерухомість — 8,2 %.